# Yves Bissouma
Yves Bissouma (30 d'agost de 1996) és un futbolista professional malià d'origen ivorià que juga de centrecampista pel Tottenham Hotspur anglés.

## Palmarès
Tottenham Hotspur
- Lliga Europa de la UEFA: 2024–25[2]